# Admiralty
L'illa Admiralty és una illa localitzada a la part nord-oriental de l'arxipèlag Alexander, a la costa nord-occidental d'Alaska. Fa 145 km de llarg i 56 km d'amplada, i té una superfície de 4.264,1 km², essent la setena illa més gran dels Estats Units i la 132a del món. En el cens de l'any 2000, a l'illa hi vivien 650 persones. És una de les tres "illes ABC d'Alaska" (Admiralty, Baranof i Chichagof).

## Geografia
L'illa Admiralty està limitada:
- al sud-est, pel Frederik Sound, que la separa de les illes Kuiu i Kupreanof;
- a l'est, pel pas de Stephens, que la separar del continent;
- al nord, pel mateix pas de Stephens, que la separar de les illes Douglas i Shelter;
- a l'oest, per l'estret de Chatham, que la separar de les illes de Chichagof i Baranof.

L'illa té una forma molt irregular, amb nombrosos entrants que creen molts braços, penínsules i que arriben a dividir-la en dos pel canal de Seymour. També són diversos els llacs amb què compta l'illa.
Tota l'illa Admiralty està inclosa dins el Bosc nacional Tongass (Tongass National Forest), declarat el 1907, el més gran de tots els boscos nacionals dels Estats Units i que comprèn la major part de l'arxipèlag d'Alexander. La major part de l'illa, 3.868 km², pertany a l'àrea protegida de l'Admiralty Island National Monument, una zona natural protegida pel govern federal des de l'1 de desembre de 1978. La gestió del monument correspon al Servei Forestal dels Estats Units, que posteriorment va declarar part del monument -uns 74 km² - com a «àrea salvatge Kootznoowoo» (Kootznoowoo Wilderness) l'única al sud-est d'Alaska, ja que abasta grans extensions de boscos temperats que proporcionen alguns dels millors hàbitats per a espècies com l'os bru, l'àguila marina de cap blanc i el cérvol de Sitka.
L'illa Admiralty acull la major densitat d'ossos bruns d'Amèrica del Nord. S'estima que més de 1.600 ossos viuen a l'illa, superant en quantitat als humans que viuen a l'illa en una proporció quasi de tres a un. Angoon, un assentament tradicional de la comunitat tlingit de 572 persones, és l'única localitat de l'illa, tot i que hi ha petit sector poblant que pertany a la ciutat i Borough de Juneau, que comprèn 264,68 km² (el 6,2% de l'illa), prop del seu extrem nord.

## Història
Coneguda pels tlingit com a Xootsnoowú, l'illa fou batejada per George Vancouver en honor dels seus caps de la Royal Navy, l'Almirallat (Admiralty). Joseph Whidbey, mestre del Discovery durant l'expedició Vancouver de 1791 a 1795 la va explorar entre juliol i agost de 1794.